# هيلي تروبر
هيلي تروبر (ولد في 22 أبريل 1978، القدس فلسطين) هو سياسي إسرائيلي وعضو في ائتلاف أزرق أبيض شغل منصب وزير الثقافة والرياضة الإسرائيلي.
اعلن استقالته يوم 9/6/ 2024 برفقة الوزير غانتس والوزير ايزنكوت